# Hermanas de la Caridad de Santa María
La Congregación de Hermanas de la Caridad de Santa María (oficialmente en latín: Congregatio Sororum Caritatis a Sancta Maria) es un congregación religiosa católica femenina, de vida apostólica y de derecho pontificio, fundada en 1871 por la religiosa italiana Luigia Angelica Clarac, en Turín. A las religiosas de este instituto se les conoce también como hermanas del Buen Consejo y posponen nombres las siglas S.S.M.

## Historia
La congregación tiene su origen en las Hijas de la Caridad de San Vicente de Paúl. Una religiosa de este instituto, Luigia Angelica Clarac, se hizo cargo de una casa de la misericordia en Turín, en 1854. Con la herencia de su familia, Clarac agrandó la casa, agregando un asilo, una escuela, un ambulatorio, un laboratorio, un oratorio y una capilla dedicada al Sagrado Corazón de María. En 1871, por consejo del obispo Luigi Moreno de la Diócesis de Ivrea, la religiosa separó la comunidad e instituyó una nueva congregación. En 1887 la casa madre fue trasladada a otro barrio de Turín, junto a una iglesia dedicada a Nuestra Señora del Buen Consejo, razón por la cual las religiosas son conocidas comúnmente como hermanas del Buen Consejo.
El nuevo instituto recibió la aprobación del gobierno italiano en 1887 y fue reconocida como congregación religiosa de derecho diocesano el 20 de octubre de 1910, por el cardenal Agostino Richelmy, arzobispo de Turín. El papa Pío XI, elevó el instituto a congregación religiosa de derecho pontificio, mediante decretum laudis del 14 de febrero de 1934.
Entre las hermanas de este instituto destaca la fundadora, Luigia Angelica Clarac, cuyo proceso de beatificación se haya incoado y es considerada sierva de Dios en la Iglesia católica.

## Organización
La Congregación de Hermanas de la Caridad de Santa María es un instituto religioso de derecho pontificio y centralizado, cuyo gobierno es ejercido por una superiora general, es miembro de la Familia vicentina y su sede central se encuentra en Turín (Italia).
Las hermanas del Buen Consejo se dedican a la educación e instrucción cristiana de la juventud y a la atención de los enfermos. En 2017, el instituto contaba con 259 religiosas y 49 comunidades, presentes en Argentina, Canadá, Chile, Colombia, Ecuador, Estados Unidos, India, Italia y Perú.